# Iglesia católica antigua en Italia
La Iglesia católica antigua en Italia (en italiano: Chiesa Vetero-Cattolica in Italia) fue una misión de la Unión de Utrecht de las Iglesias católicas antiguas (UU) en Italia hasta 2011. Algunas antiguas misiones están en plena comunión con la Comunión anglicana.
La Iglesia fue una misión del obispo de la Iglesia católica cristiana de Suiza (CKS) hasta 2011. En junio de ese año, el obispo de CKS, Harald Rein, en acuerdo con la Conferencia Internacional de Obispos de la Iglesia católica antigua, decidió que la UU terminaría su misión en Italia «debido a la problemática situación interna». A las parroquias se les «ofreció un modelo que garantiza su atención pastoral continua». Por ejemplo, la parroquia católica antigua en Florencia está ahora bajo la jurisdicción de la Iglesia de Inglaterra.